# Tiziano Manfrin
Tiziano Manfrin (Sandrigo, 22 luglio 1954 – San Benedetto del Tronto, 16 dicembre 2012) è stato un calciatore italiano, di ruolo centrocampista.

## Carriera

### Giocatore

Manfrin al Perugia nella stagione 1987-1988

Cresciuto nell'Arena Sandrigo e poi passato nell'Inter nel 1970, inizia a calcare i campi da gioco nel 1974, viene ingaggiato in prestito da Paolo Mazza presidente della SPAL.
Acquistato in forma definitiva l'anno successivo, milita nel club ferrarese per cinque stagioni, quattro di Serie B e una di C, diventandone un vero e proprio simbolo lungamente rimpianto dai tifosi biancoazzurri, che lo soprannominarono per la sua autorevolezza ed eleganza in campo Principe. Manfrin si consacra come una mezzala che per dinamismo, tecnica di base, intelligenza tattica, altruismo e sagacia in qualità di suggeritore in zona gol sa distinguersi e che non disdegna la conclusione personale in rete, come testimoniano le 32 marcature messe a segno a Ferrara (14 nella sola stagione 1977-1978 in Serie C, che la SPAL concluderà prima con oltre 10 punti sulla seconda).
Nel 1979 il passaggio al Genoa, nelle cui file arriva anche a disputare una stagione (1981-1982) in Serie A, l'unica della sua lunga carriera.
Nel 1982-1983 lo acquista il Milan con l'evidente scopo di puntare su giocatori di provata esperienza nella cadetteria per l'immediato ritorno nella massima serie. In rossonero ottiene 17 presenze conquistando la sua seconda promozione in A della carriera, ma non viene confermato per la stagione successiva.
Conclusa l'esperienza rossonera, prosegue la sua carriera giocando per un anno nella Pistoiese e tre anni nella Sambenedettese prima di concludere la sua parabola agonistica nel Perugia in Serie C1, dopo aver vinto coi grifoni il campionato di C2 nella stagione 1987-1988.
Nel 1989-90 gioca nel Montegranaro (categoria dilettanti).
In carriera ha totalizzato complessivamente 26 presenze in Serie A e 299 presenze e 31 reti in Serie B.

### Dirigente
Ritiratosi, ha svolto il ruolo di osservatore per il Parma ed il Milan ed ha ricoperto incarichi dirigenziali nel Grottammare Calcio, sodalizio marchigiano.
È morto il 16 dicembre 2012 a causa di un infarto all'età di 58 anni.

## Palmarès

### Club
- Campionato italiano di Serie B: 1

Milan: 1982-1983
- Campionato italiano Serie C: 1

SPAL: 1977-1978 (girone B)
- Campionato italiano Serie C2: 1

Perugia: 1987-1988 (girone C)